# Charles Louis Constant Pauquy
Charles Louis Constant Pauquy (Amiens, 27 de setembro de 1800 – Amiens, 11 de fevereiro de 1854) foi um médico e botânico francês.